# Cupcui, Leova
Cupcui este un sat din raionul Leova, Republica Moldova.

## Demografie

### Structura etnică
Structura etnică a localității conform recensământului populației din 2004:
| Grup etnic                                               | Populație | % Procentaj  |
| -------------------------------------------------------- | --------- | ------------ |
| Băștinași declarați Moldoveni Băștinași declarați Români | 1533 5    | 97,71% 0,32% |
| Ruși                                                     | 12        | 0,76%        |
| Bulgari                                                  | 10        | 0,64%        |
| Ucraineni                                                | 7         | 0,45%        |
| Găgăuzi                                                  | 1         | 0,06%        |
| Alții                                                    | 1         | 0,06%        |
| Total                                                    | 1569      |              |

## Administrație și politică
Componența Consiliului local Cupcui (9 consilieri), ales la 5 noiembrie 2023, este următoarea:
|  | Partid                                       | Consilieri | Componență | Componență | Componență | Componență | Componență | Componență | Componență |
|  | -------------------------------------------- | ---------- | ---------- | ---------- | ---------- | ---------- | ---------- | ---------- | ---------- |
|  | Partidul Acțiune și Solidaritate             | 7          |            |            |            |            |            |            |            |
|  | Partidul Socialiștilor din Republica Moldova | 1          |            |            |            |            |            |            |            |
|  | Liga Orașelor și Comunelor                   | 1          |            |            |            |            |            |            |            |